# Список команд-невдах у плей-офф НФЛ
Це список поточних серій невдач існуючих команд НФЛ На стадії постсезону та Супербоулу (кілька послідовних невиграшних сезонів). Тут наведені як труднощі з виходом до вирішальної стадії, так і невдачі на майже кожному рівні системи плей-офф НФЛ.
Усі 32 команди хоч раз кваліфікувалися та перемагали у плей-офф. Команди, які не вигравали титул, позначені у таблиці роком початку гри у НФЛ.
З 12 команд, які жодного разу не вигравали Супербоул, чотири франшизи молодші ніж сам трофей (Бенгалс, Пантерс, Ягуарс та Тексанс), а Фалконс дебютували у рік першого розіграшу Супербоулу. Інші 7 клубів (Кардиналс, Лайонс, Ойлерс/Тайтанс, Чарджерс, Браунс, Біллс та Вайкінгс)) вигравали бодай один чемпіонський титул до злиття АФЛ і НФЛ; у випадку з Вайкінгс, Супербоул вже існував на моменту виграшу ними єдиного титулу чемпіона Американської футбольної ліги (1969), таким чином вони та Фалконс стали єдиними командами, що не завойовували найвищий доступний їм трофей. Найбільше прокляття наразі тримають Кардиналс, яке триває протягом 77 років сезонів.
Для цілей обрахунку тривалості зазначимо офіційне призупинення діяльності Клівленд Браунс у сезонах 1996, 1997 та 1998. З моменту повернення 26 років років тому, вони досягли плей-офф тричі, а Балтимор Рейвенс вважаються окремою командою, яка почала діяльність 1996 року. Рейвенс, які виникли внаслідок конфлікту Клівленд Браунс з містом, поглинули персонал Браунс під час зупинки діяльності, але не історію.